# Publicités du Super Bowl

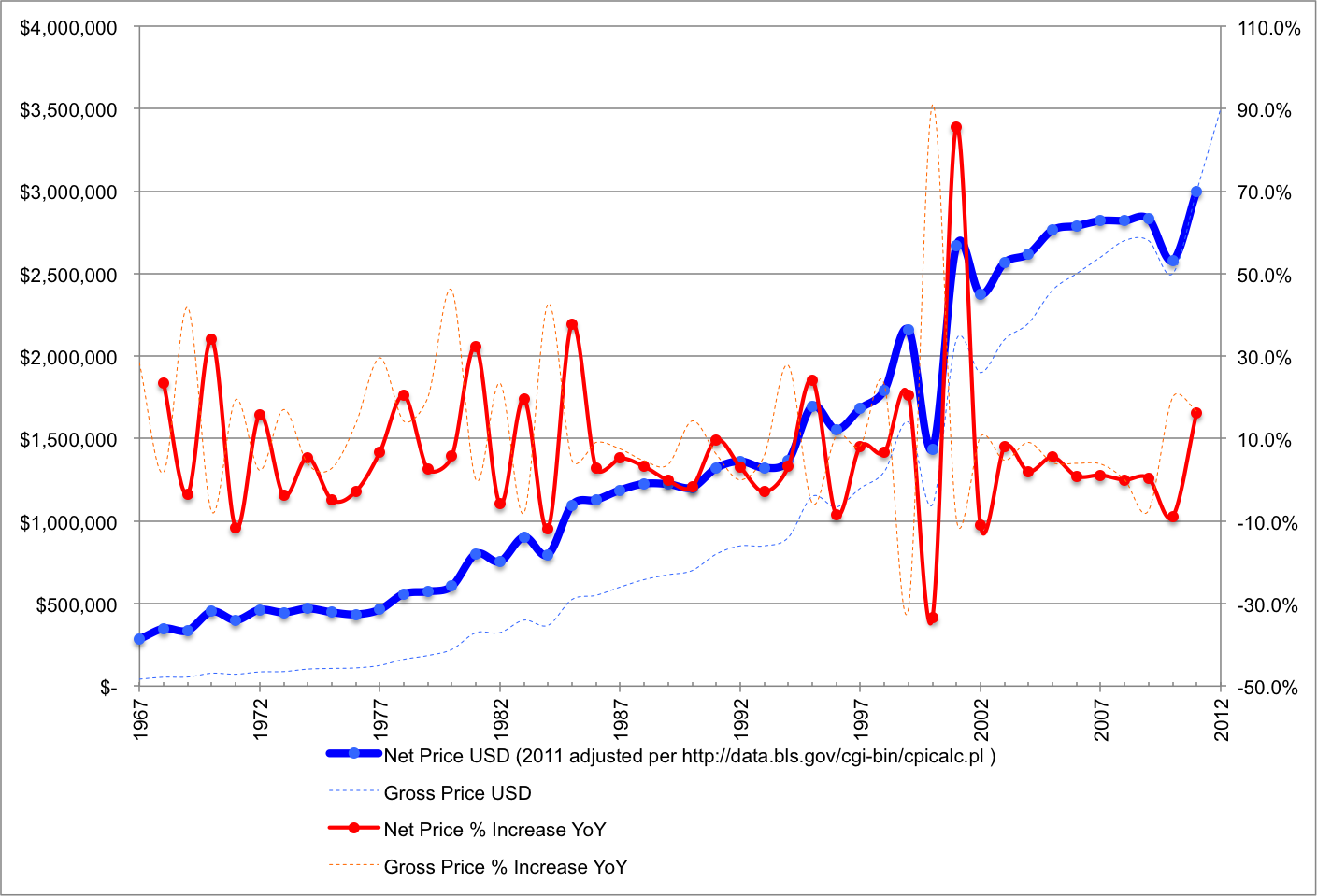
Evolution du prix d'un spot publicitaire de 30 secondes durant le Super Bowl entre 1972 et 2012.

Lors de la diffusion télévisée du Super Bowl — la finale de football américain de la National Football League (NFL) —, de nombreux encarts publicitaires permettent la diffusion de publicités du Super Bowl avec une audience extrêmement importante.
En effet, le Super Bowl est fréquemment parmi les émissions de télévision les plus regardées aux États-Unis, à l'exemple du Super Bowl XLIX de 2015 qui a été vu par au moins 114,4 millions de téléspectateurs. De ce fait, les annonceurs utilisent généralement ce moment comme un moyen de sensibiliser à leurs produits et services un large public.
Le coût étant très élevé — le coût moyen d'une publicité de 30 secondes pendant le Super Bowl XLIX en 2015 est estimé à environ 4,5 millions de dollars —, ils essayent de générer du buzz autour des annonces elles-mêmes en réservant des spots généralement originaux.
Les publicités du Super Bowl sont devenues un phénomène culturel à part entière, à côté du match sportif.
Parmi les exemples de spots publicitaires notables se trouvent 1984, une publicité d'Apple diffusée lors du Super Bowl XVIII et réalisée par Ridley Scott.